# Joaquín de Fiore
Beato Joaquín de Fiore o de Floris (en Italiano: Gioacchino da Fiore) (1135-30 de marzo de 1202) fue un abad nacido en Calabria en la Edad Media. Sus seguidores, denominados joaquinitas, iniciaron un movimiento heterodoxo que proponía una observancia más estricta de la Regla franciscana.

## Vida
De origen humilde, fue un sabio autodidacta que posteriormente fue escritor experto en temas de teología y filosofía. Entre 1156 y 1157, mientras viajaba por Palestina, tuvo una experiencia mística en el Monte Tabor luego del cual obtuvo el don de la exégesis. En 1159 ingresó a la orden cisterciense y en 1188 el Papa lo liberó bajo petición propia de sus obligaciones como abad.
Con sus discípulos, fundó una comunidad monástica en 1196 (con aprobación de Celestino III). Pese a ser un buen abad y a sus debates teológicos, también se distinguió por sus profecías, fundadas en la exégesis bíblica, gracias a la hermenéutica postulando la historia del mundo en tres eras distintas, una por cada persona de la Trinidad.
Defendió una concepción histórica de Dios y la Humanidad, en la cual la historia concluye con una renovación espiritual de la Iglesia, convirtiendo el mundo en un monasterio único que estaría habitado por monjes espirituales ideales. Afirmó que el fin del mundo estaría previsto para 1260.[cita requerida]
Murió el 30 de marzo de 1202, fue uno de los influyentes proféticos y teológicos, no solo en el campo del catolicismo sino del protestantismo.[cita requerida]
En el IV Concilio de Letrán (1215-16), se condenaron algunas de sus opiniones respecto a la Trinidad, la creación, Cristo Redentor y los Sacramentos; sin embargo no se atacó a su persona, pues ya se había extendido la fama de santidad entre el pueblo. En 1220 el papa Honorio III lo declaró perfectamente católico y mandó divulgar esta sentencia. Los seguidores de Joaquín de Fiore enviaron una relación de milagros atribuidos a él, con vistas a la canonización.
El culto como beato se estableció espontáneamente. En 1688 fue incluido como beato en las Acta Sanctorum de los Bolandistas. En 2001 fue reabierto su proceso de canonización y la petición de nombrarlo Doctor de la Iglesia.

## Pensamiento

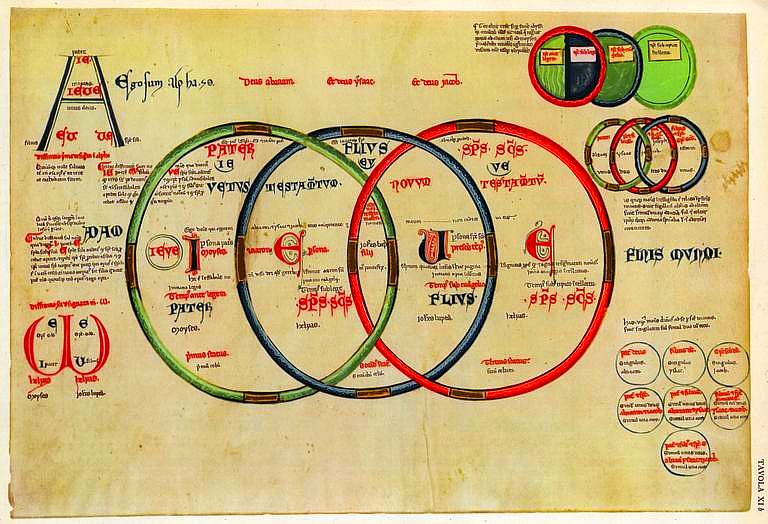
Tabla XIb del manuscrito "Liber Figurarum", "Libro de las Figuras" del Abad Joaquín de Fiore(1135-1202) simbolizando en tres círculos la "Santísima Trinidad".

Sus ideas sobre la historia nacen de una interpretación mística; ve en sueños un instrumento musical anómalo. Para él la historia de la humanidad es un proceso de desarrollo espiritual, que pasa por tres fases:
1. Edad del Padre
2. Edad del Hijo
3. Edad del Espíritu Santo

En esta concepción hay una plasmación de la Trinidad en el tiempo y cada edad repite los acontecimientos ocurridos en la anterior, siendo casi todos los hechos muy parecidos entre las tres edades. Este autor está formulando la idea de que se puede conocer el futuro, y así poder profetizar el fin del mundo. Según Norman Cohn (The pursuit of the millennium), Joaquín de Fiore “inventó el sistema profético de mayor influencia en Europa, hasta la aparición del marxismo”.
Algunos pensadores, como el rumano Mircea Eliade, ven en él a un precursor del Renacimiento, especialmente por su preconización de un “hombre nuevo” que daría lugar, por tanto, a una nueva época: “El Renacimiento no lo previeron los humanistas, sino ese visionario calabrés que fue Gioacchino da Fiore, que también preconizó un hombre nuevo. El “hombre del amor” y de la libertad, en lugar del cristiano de la Edad Media (el hombre medio)”.

### Las edades
Cada una de las tres edades tiene unas características propias y una evolución:
1. La Edad del Padre abarca desde la Creación hasta el nacimiento de Cristo. Es una edad dominada por el miedo al castigo y las figuras importantes de esta etapa son los profetas.
2. La Edad del Hijo, que empieza con el nacimiento de Cristo, está dominada por el sentimiento de fe y sus figuras importantes son los sacerdotes. Joaquín de Fiore vivió en esta época.
3. La Edad del Espíritu Santo, que comienza con el Milenio. Es una edad en la que domina la fraternidad en Cristo, es una época en la que no habrá guerras ni enemistades y las figuras importantes serán los monjes.

### El determinismo

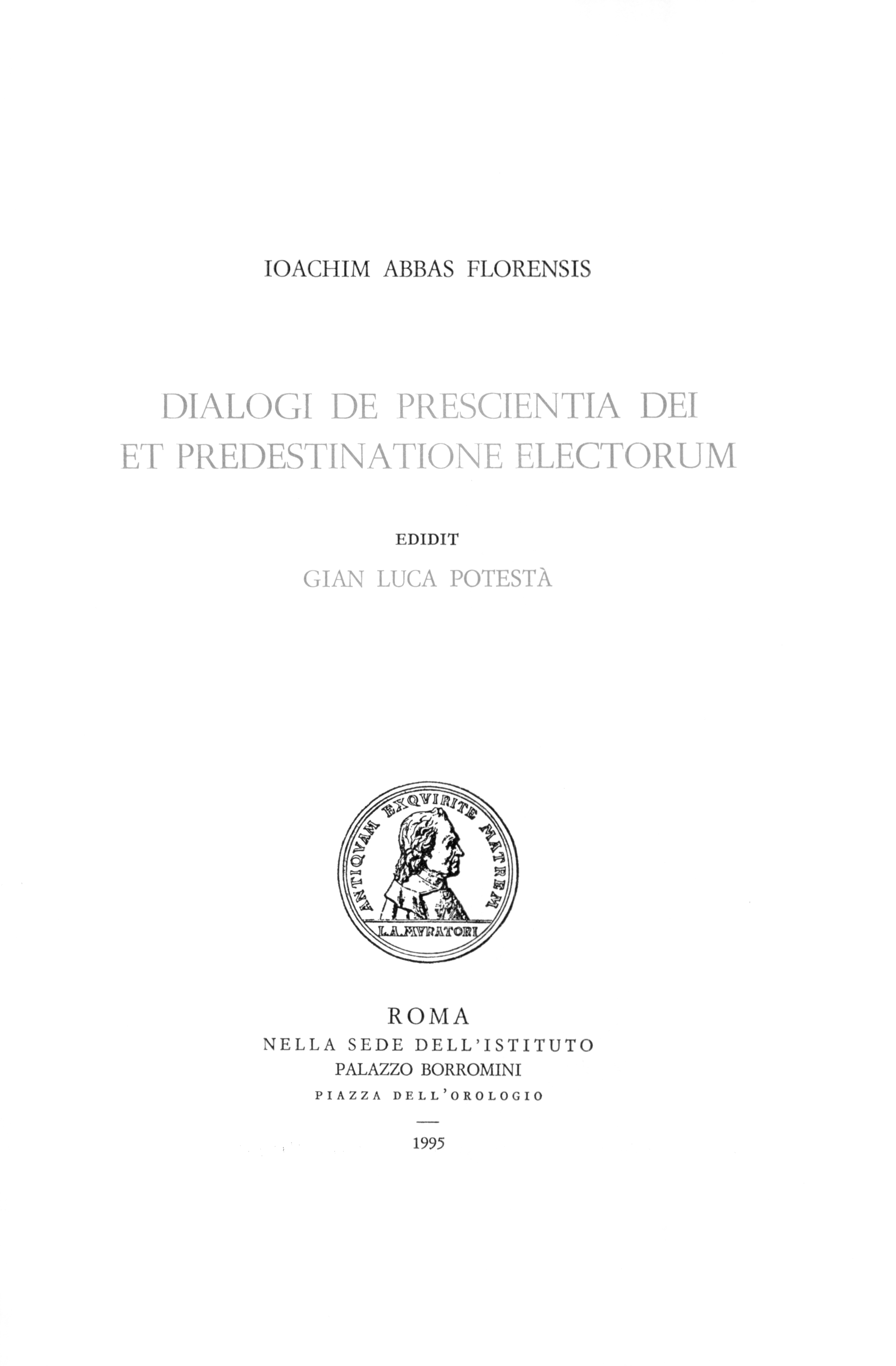
Dialogi de prescientia Dei

Este historiador sabe que en aquella época se encontraban al final de la Edad del Hijo por el método histórico que utiliza. Él asegura que todas las edades tienen el mismo número de años, aunque el Antiguo Testamento no nos dice cual es este número, pero podemos deducirlo por las generaciones que hay desde Adán a Jesús, que son 42 (14+14+14) y por el momento en que empieza la Edad del Hijo (nacimiento de Cristo). Entonces él multiplica 42 por 30, que establece como la media de años que dura una generación. Le da como resultado el año 1260. Y por eso, los años anteriores a este hubo  flagelantes y todo tipo de devotos que salían a la calle por el temor de la venida de ese año. Cuando la profecía no se cumplió, otros autores empezaron a aplazarla, sumando además de estas cantidades, la edad de Cristo o ampliando el número de años por generación.

### Innovación
El momento cumbre de la historia no está en el pasado, sino en el futuro. Esta es una época de numerosas fundaciones monásticas, que creen saber el momento exacto en que va a aparecer la tercera Edad, por medio de la búsqueda histórica. Muchas de estas ideas no fueron originales de Joaquín de Fiore, sino que se pueden encontrar en el libro de Daniel, pero la innovación del autor está en unirlas a una historia por etapas. Asimismo su interpretación de la historia de la Iglesia como un proceso progresivo de perfección es una innovación que bien podía usarse como arma contra la jerarquía o las instituciones eclesiales de su tiempo.

## La cultura de masas
Joaquín de Fiore es mencionado en la película Joaquín y el Apocalipsis, dirigida por Jordan River.